# راعل
راعل قرية سوريّة تتبع إداريّاً لمحافظة حلب منطقة أعزاز ناحية صوران، بلغ تعداد سكانها 1,750 نسمة حسب التعداد السكاني لعام 2004. ويعتبر سكانها من التركمان وبعد الأحداث في سوريا، نزح معظم السكان إلى تركيا، وذلك أدى إلى نزوح عدد كبير من الداخل السوري إلى القرية